# Frans Krätzig
Franz Krätzig, född 14 januari 2003, är en tysk fotbollsspelare som spelar som vänsterback eller mittfältare för VfB Stuttgart.